# 泸州长江大桥
泸州长江大桥，官方名称为“泸州长江四桥”，位于中国四川省泸州市，是长江上游的一处公路桥。始建于1977年10月，建成通车于1982年10月1日，建成时是四川省最长的公路桥。
该桥位于泸州市南部的兰田坝与小关门之间的连江路三段，连接四川219省道。该桥全长1,252.5米，全桥13孔；主桥720米，共计5孔；引桥532.5米，共计8孔。全桥由预应力混凝土T型刚构和40米挂梁组成。两岸引道与支线长达7,150米，符合三级公路标准，为沥青路面。

## 更名
2013年6月，泸州市住房和城乡规划建设局发布《泸州市中心城区桥梁命名公示》，对泸州市境内的长江桥梁按下游至上游的顺序进行了命名，原“泸州长江大桥”被重新命名为“泸州长江五桥”。随后，有网民通过“泸州市网络问政平台”对此次命名提出质疑及建议，但未被采纳。
2014年6月24日，泸州市住房和城乡规划建设局发布《泸州市跨江通道专项规划》公示，再次调整了此桥命名，变更为“泸州长江四桥”。